# Acacia densiflora
Acacia densiflora är en ärtväxtart som beskrevs av Alexander Morrison. Acacia densiflora ingår i släktet akacior, och familjen ärtväxter. Inga underarter finns listade i Catalogue of Life.